# プルートー
プルートー（ラテン語：Plūtō）は、ローマ神話における冥界を司る神。ギリシア神話のハーデースがローマ神話に取り入れられたものである。日本語では長母音記号を省略しプルト、プルート、プルトーなどともいう。
この名はギリシア語のプルートーン（プルトン、Πλούτων, Plūtōn, 「富める者」の意）が転訛したもので、ハーデースの呼称の一つだった。これをラテン語に訳したディースまたはディース・パテル (Dīs Pater) という名でも知られる。
本来はギリシア神話の神であるため、神話はほとんどがハーデースのものである。後に死の神オルクスや慰霊の神フェブルウスと同一視された。

## 他の分野での言及
冥王星 (Pluto) やプルトニウム (Plutonium) の語源である。プルトニウムは、先に発見された放射性元素であるウランとネプツニウムがそれぞれ、その名前がウーラヌスに由来する天王星、ネプトゥーヌスに由来する海王星に因んで命名されたのを継承して、冥王星に因んで命名された。
ダンテの『神曲』「地獄篇」にも同名の神が登場する。
現代西洋占星術では冥王星の守護神とされる。